# Носен
Носен (њем. Nossen) град је у њемачкој савезној држави Саксонија. Једно је од 34 општинска средишта округа Мајсен. Према процјени из 2010. у граду је живјело 7.293 становника. Посједује регионалну шифру (AGS) 14627180.

## Географски и демографски подаци
Носен се налази у савезној држави Саксонија у округу Мајсен. Град се налази на надморској висини од 259 метара. Површина општине износи 50,5 km². У самом граду је, према процјени из 2010. године, живјело 7.293 становника. Просјечна густина становништва износи 144 становника/km².